# トマス・デ・トルケマダ
トマス・デ・トルケマダ（Tomás de Torquemada、[ˌtɔːrkəˈmɑːdə] スペイン語: [toɾkeˈmaða]; 1420年 - 1498年9月16日）は15世紀スペインのドミニコ会の修道士、初代異端審問所長官。15世紀後半の「スペイン異端審問」期に初代長官に就任、在職18年間に約8000人を焚刑に処したと伝えられる。
モリスコとマラーノの間に多くの表面的な改宗者が存在（いわゆる「隠れユダヤ人」）し、より社会的、政治的、経済的にカトリック教徒の中に広がっていた。フェルナンド2世はそれがスペインの宗教的、社会的な脅威として異端審問所の設置を決めた。これによって、自身がコンベルソの祖先を持つトルケマダは、1492年、4か月以内にキリスト教に改宗しない者の国外追放を定めたカトリック両王のアルハンブラの勅令の主な支援者として、ユダヤ人をスペインから追放するのに尽力した。

## 生涯

### 生い立ち
トマス・デ・トルケマダはカスティーリャ地方のバリャドリッドで生まれる。

### 死
トルケマダに対する広範囲の苦情が広まり、また彼が健康を損なっていたことも相まって、教皇アレクサンデル6世は1494年6月に4名の異端審問所副長官を任命、異端審問を抑制しようとした。トルケマダは異端審問所長官を15年に亘って務めたが、1498年にアビラの聖トマス・アクィナス修道院で死去、同所に埋葬された。彼の墓は1832年（異端審問所解散のわずか2年前）に荒らされた。伝えられるところによると、彼の遺骨は盗まれ、アウト・デ・フェの儀式のように焼却されたという。

## フィクションにおけるトマス・デ・トルケマダ
- 『Torquemada』 - 1966年のハワード・ファストの歴史小説。
- 『カラマーゾフの兄弟』 - ドストエフスキーの小説。「大審問官」で、キリストがスペイン異端審問の日にセビリアに戻って来て、異端審問所長官であるトルケマダと対面している。
- 『トルケマダ (戯曲)（英語版）』 - ヴィクトル・ユーゴーによる戯曲。
- 『闇は地をおおう』 - 1957年のイェジ・アンジェイェフスキの小説。トルケマダは主人公の1人である。（「審問官」と訳されている）
- 『サファイアの書 (フランス語: Le livre de saphir)』 - 1996年のジルベール・シヌエ（フランス語版）の小説。トルケマダは主要キャラクターの1人である。
- 『メル・ブルックス/珍説世界史PARTI』 - メル・ブルックス監督の1981年のコメディ映画。ミュージカル曲「"The Inquisition"」でトルケマダを描写した。
- 『トルケマダ (コミック)（英語版）』 - パット・ミルズのコミックシリーズ『Nemesis the Warlock（英語版）』における主な敵の名前である。これは後に、本物のトルケマダの化身であることが明らかにされている。ミルズはまたグラフィックノベルシリーズ『Requiem Chevalier Vampire（英語版）』でもトルケマダを描いている。
- 『ペンデュラム/悪魔のふりこ』 - 1991年のホラー映画。トルケマダが主人公でありランス・ヘンリクセンが演じた。
- 『コロンブス』 - 1992年の伝記映画。主人公のクリストバル・コロン（クリストファー・コロンブス）を異端として危険視する。
- 『エル・ミニステリオ・デル・ティエムポ』 - スペインの歴史フィクションドラマ。第4章にトルケマダが登場する。
- 『ダンス・マカブル〜西洋暗黒小史』 - 大西巷一による漫画作品。「スペイン異端審問 前後編」にてトルケマダが描かれる。

## 参照
注釈
1. ↑  スペインを追われてイスラエル北部のサフェドに逃れたラビ・アブハヴたちは、アブハヴ・シナゴーグ を建設した。

脚注
1. ↑  "Marrano", Merriam-Webster Dictionary
2. ↑  "Crypto-Jews", My Jewish Learning
3. ↑  Ott, Michael (1912). "Tomas de Torquemada" . In Herbermann, Charles (ed.). Catholic Encyclopedia. Vol. 13. New York: Robert Appleton Company.
4. ↑  "Meditations, or the Contemplations of the Most Devout". World Digital Library. 1479.
5. ↑  Falk, Avner. A Psychoanalytic History of the Jews, Fairleigh Dickinson University Press, 1996, p.508 ISBN 0838636608
6. ↑  "Tomas de Torquemada", Encyclopedia of World Biography, 2004
7. ↑  Cullen Murphy, God's Jury: The Inquisition and the Making of the Modern World, Houghton Mifflin Harcourt, 2012